# Chorzępowo
Chorzępowo – wieś sołecka w Polsce położona w województwie wielkopolskim, w powiecie międzychodzkim, w gminie Sieraków, przy drodze wojewódzkiej nr 198. Wieś jest siedzibą sołectwa, w którego skład wchodzi także miejscowość Kobylarnia. We wschodniej części wsi nad Jeziorem Kłosowskim znajduje się integralna część wsi Chorzewo.

## Nazwa
Miejscowość ma metrykę średniowieczną i w dokumentach wymieniana jest od XV wieku. W 1438 jako Chorzampowo, 1457 Chorzempowo, 1563 Chorząmpowo, 1564 Chrzempowo, 1580 Charzepowo.

## Historia
Wieś należała do przedstawicieli polskiej szlachty. W 1438 miejscowość wymieniona w jednym z dokumentów własnościowych kiedy to Wincenty z Sierakowa zapisał swojej żonie Barbarze po 200 grzywien posagu oraz wiana wydzielonych ze swych majętności położonych w Sierakowie oraz 5 wsiach leżących w jego sąsiedztwie w tym w Chorzępowie. Kolejny dokument z 1450 odnotowuje, że tenże Wincenty za 4000 złotych węgierskich sprzedał swoje majętności w tym wieś Chorzępowo wojewodzie poznańskiemu Łukaszowi z Górki.
Wieś szlachecka Charzępowo położona była w 1580 roku w powiecie poznańskim województwa poznańskiego w Rzeczypospolitej Obojga Narodów. Wieś szlachecka położona w powiecie poznańskim województwa poznańskiego była własnością podskarbiego koronnego Jakuba Rokossowskiego około 1580 roku.

### Zabory Polski
Wskutek II rozbioru Polski w 1793, Chorzępowo przeszło pod władanie Prus i jak cała Wielkopolska znalazło się w zaborze pruskim.
W okresie Wielkiego Księstwa Poznańskiego (1815–1848) miejscowość wzmiankowana jako Chorzempowo należała do wsi większych w ówczesnym pruskim powiecie Międzyrzecz w rejencji poznańskiej. Chorzempowo należało do okręgu sierakowskiego tego powiatu i stanowiło część majątku Sieraków, którego właścicielem był wówczas rząd pruski w Berlinie. Według spisu urzędowego z 1837 roku wieś liczyła 153 mieszkańców, którzy zamieszkiwali 13 dymów (domostw).
W XIX-wiecznym Słowniku geograficznym Królestwa Polskiego miejscowość wymieniona została jako wieś Chorzempowo leżąca w powiecie międzychodzkim. Znajdowało się w niej wówczas 18 domów, w których mieszkało 186 mieszkańców w tym 138 katolików i 45 ewangelików. Słownik odnotowuje również 21 analfabetów.
W latach 1954–1959 wieś należała i była siedzibą władz gromady Chorzępowo, po jej zniesieniu w gromadzie Sieraków. W latach 1975–1998 miejscowość administracyjnie należała do województwa poznańskiego.

## Demografia
Według danych Urzędu Gminy w Sierakowie, na dzień 1 października 2012 r. sołectwo Chorzępowo liczyło 98 osób.
Powierzchnia wsi wynosi 6,42 km² (dokładnie 641,85 ha), co daje średnią gęstość zaludnienia rzędu 15,3 osoby na km² w 2012 r.
| Rok     | 1970 | 1978 | 1998 | 1999 | 2003 | 2004 | 2005 | 2006 | 2007 | 2008 | 2010 | 2012 |
| ------- | ---- | ---- | ---- | ---- | ---- | ---- | ---- | ---- | ---- | ---- | ---- | ---- |
| Ludność | 178  | 157  | 105  | 99   | 98   | 97   | 103  | 102  | 98   | 100  | 102  | 98   |

### Ludność w częściach sołectwa
| Rok  | Chorzępowo | %   | Kobylarnia | %   | Sołectwo |
| ---- | ---------- | --- | ---------- | --- | -------- |
| 1998 | 74         | 75% | 25         | 25% | 99       |
| 1999 | 80         | 76% | 25         | 24% | 105      |
| 2008 | 72         | 72% | 28         | 28% | 100      |